# Кяна (станция)
Кяна́ (лит. Kena) — железнодорожная станция Литовских железных дорог, расположена в деревне Кальвяляй (а не в деревне Кяна, которая находится в 4,5 км к западу от станции).
В Кяне расположен железнодорожный пункт пропуска через государственную границу Литвы и Беларуси, поэтому на станции останавливаются все поезда, следующие из Белоруссии и обратно, а также поезда из основной части России в Калининградскую область, проходящие транзитом по территории Литвы. В 2004 году на деньги Евросоюза вдоль государственной границы Литвы на литовской стороне были сооружены инженерно-технические проволочные заграждения, проходящие вдоль границы, а также по обеим сторонам железной дороги от линии границы до железнодорожной таможни Кяна (то есть два ряда по 9 км каждый). Заграждения снабжены видеокамерами, тепловизорами и другими системами. С белорусской стороны какие-либо проволочные заграждения отсутствуют.

## Направления
На станции останавливаются для пограничного и таможенного контроля пассажирские поезда дальнего следования пересекающие белорусско-литовскую границу. По состоянию на 2023 год это только российские поезда, следующие транзитом через территорию Литвы в Калининград из основной части России, так как железнодорожное сообщение Литвы с Беларусью и Россией, прерванное в период пандемии Covid-19 так и не было возобновлено.
Станция является конечной для курсирующих несколько раз в сутки электропоездов Вильнюс — Кяна.